# Saab 94
Saab 94 znany także jako Saab Sonett I – samochód koncepcyjny szwedzkiej marki Saab wyprodukowany w sześciu lub siedmiu egzemplarzach w latach 1955–1957. Samochód został zaprezentowany podczas salonu samochodowego we Sztokholmie 16 marca 1956 roku.

## Historia i opis modelu

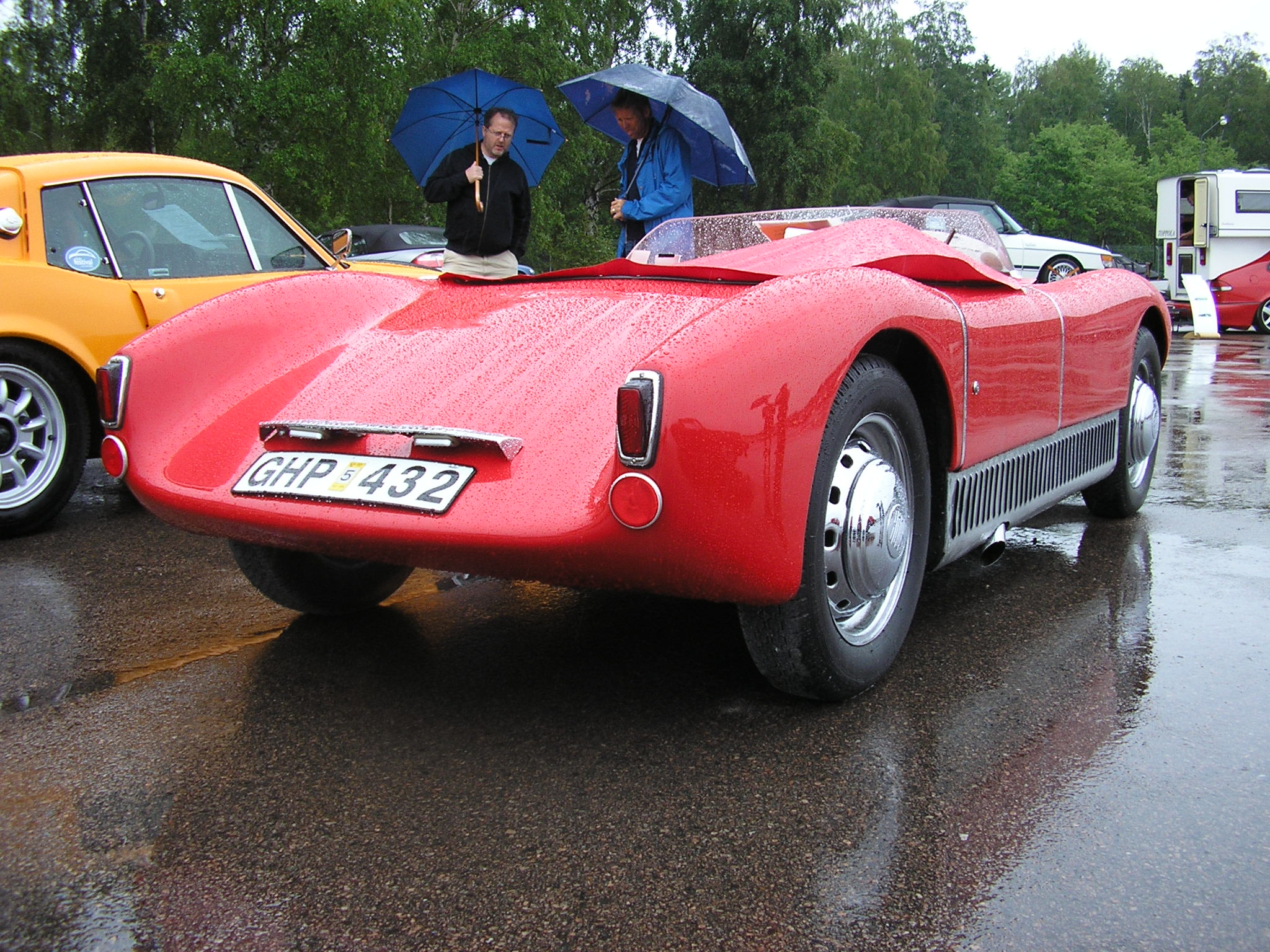
Tył pojazdu

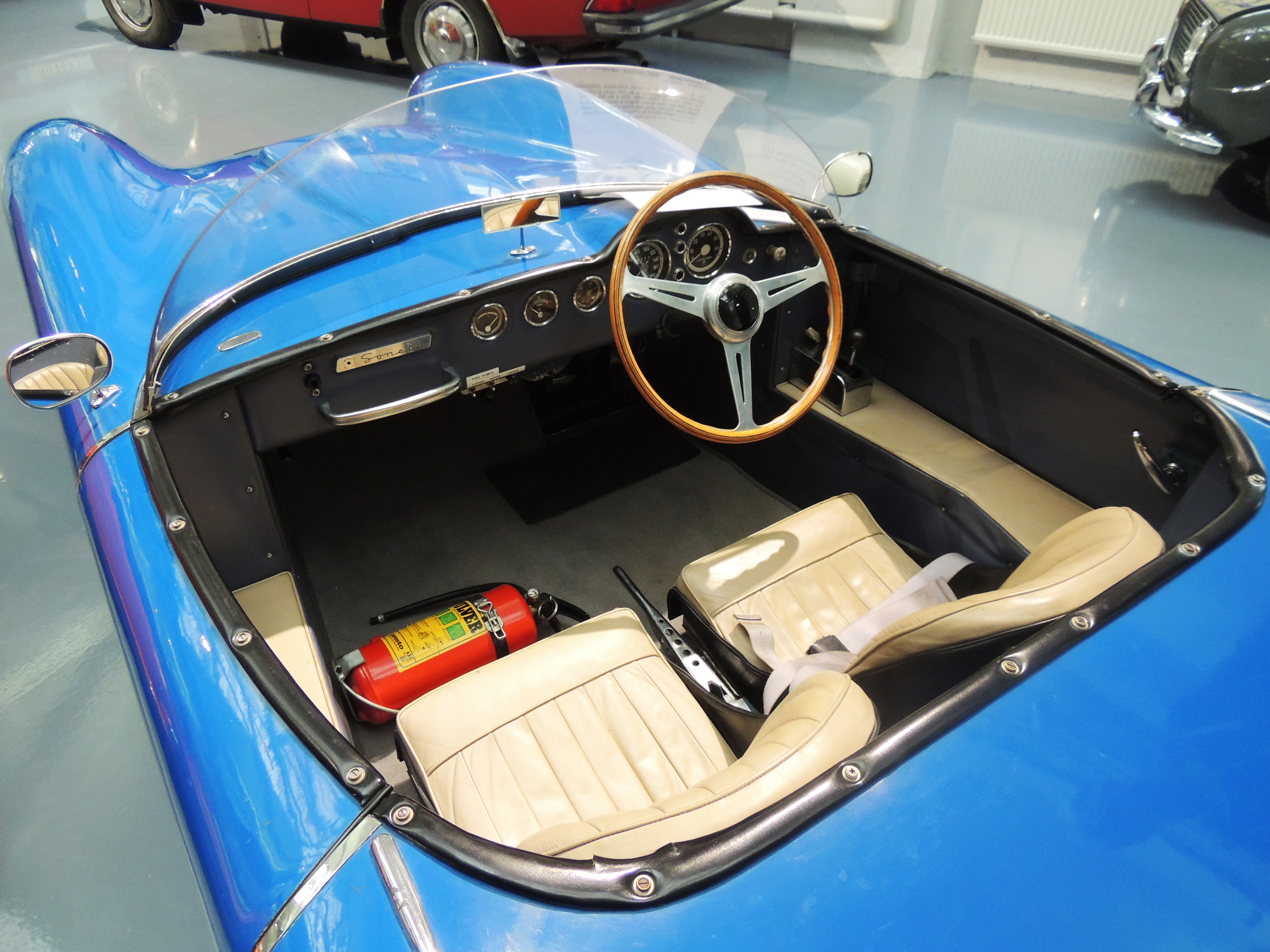
Wnętrze pojazdu

W latach 50. XX wieku, kiedy Saab po II wojnie światowej przerzucił się z budowania samolotów na produkcję aut osobowych, Rolf Mellde, projektant oraz entuzjasta wyścigów, pracujący dla Saaba wraz z trzema współpracownikami - Larsem Olovem Olssonem, Olle Linkdvistem i Gotta Svenssonem – opracowali całkowicie nowy, wyjątkowy model - Saab 94/Sonett I. 
Nazwa Sonett wzięła się od stwierdzenia Rolfa Mellde "Så nätt den är" (czyt.: [so nett de e]), które w języku szwedzkim oznacza w przybliżeniu "Ładny on jest". Cały projekt pojazdu kosztował zaledwie 75 tysięcy koron szwedzkich. Pierwszy egzemplarz powstał w „szopie” w Åsaka, niedaleko Trollhättan.
Pojazd to lekka konstrukcja z aluminiową ramą o skorupowej konstrukcji oraz dwuosobowym nadwoziu wykonanym z włókna szklanego napędzana dwusuwowym, trzycylindrowym silnikiem benzynowym o pojemności 748 cm3 i mocy 59 KM osiągającym prędkość maksymalną na poziomie 160 km/h.
Auto wykorzystywane miało być w serii wyścigów GT. Niestety zmiana przepisów w 1958 roku pokrzyżowała te plany.
Łącznie zbudowano sześć egzemplarzy. Obecnie dwa egzemplarze znajdują się w Muzeum Saaba w Trollhättan.

### Silniki
| Pojemność skokowa [cm³] | Układ cylindrów    | Rodzaj silnika     | Układ zasilania    | Średnica cylindra x średnica tłoka | Stopień sprężania  | Moc maksymalna [KM] przy obr./min | Maks. moment obrotowy [Nm] przy obr./min | Przyspieszenie 0-100 km/h [s] | Prędkość maks. [km/h] |
| Silniki benzynowe:      | Silniki benzynowe: | Silniki benzynowe: | Silniki benzynowe: | Silniki benzynowe:                 | Silniki benzynowe: | Silniki benzynowe:                | Silniki benzynowe:                       | Silniki benzynowe:            | Silniki benzynowe:    |
| ----------------------- | ------------------ | ------------------ | ------------------ | ---------------------------------- | ------------------ | --------------------------------- | ---------------------------------------- | ----------------------------- | --------------------- |
| 748                     | R3                 | dwusuw wolnossący  | gaźnik             | 66,00x72,90                        | 10,0:1             | 58 (43)/5000                      | 85                                       | 12,5                          | 190                   |

### Barwy nadwozi[5]
1. - biały, kość słoniowa (znajduje się w Muzeum Saaba)
2. - czerwony będący w posiadaniu Philipssona, sprzedany do USA w połowie lat 80.
3. - czerwony na oponach z białym paskiem będący w posiadaniu kolekcjonera z Trollhatan
4. - zielony, po wypadku przebudowany na coupé
5. - niebieski (znajduje się w Muzeum Saaba)
6. - biały z niebieskim pasem (znajduje się w USA)

### Ciekawostki
- Na podwoziu nr 4 Sonetta Sigvard Sorensson zbudował coupé zwane Saab Facett[4].